# University of Durham

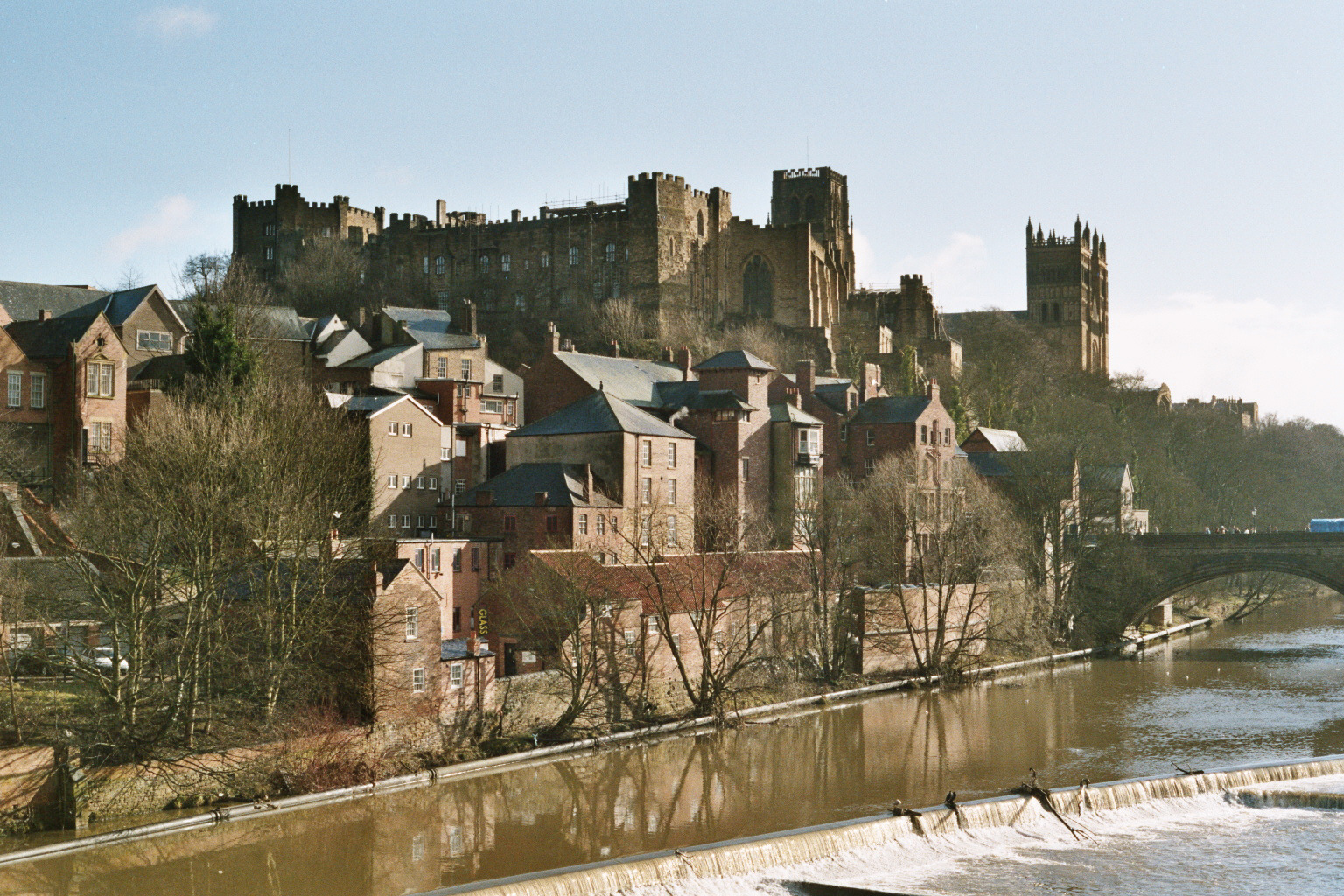
University College (Durham Castle), das älteste bewohnte Universitätsgebäude der Welt

Die University of Durham (auch Durham University) ist eine Universität in England. Sie wurde im Jahre 1832 durch Gesetz (Act of Parliament) gegründet und erhielt die Royal Charter im Jahre 1837. Sie ist damit nach den Universitäten in Oxford und Cambridge die drittälteste Universität Englands und unterhält Einrichtungen in Durham am Fluss Wear und in Stockton-on-Tees.
Die Universität ist eine der führenden Forschungs- und Lehreinrichtungen des Vereinigten Königreiches und wurde von der Sunday Times zur britischen „Universität des Jahres 2005“ ernannt. Sie genießt national und international ein sehr hohes Ansehen. Von der Sunday Times wurde sie als Teil der „English Ivy League“ von Eliteuniversitäten gesehen. National rangiert Durham auf den Plätzen 3–7 und ist gemäß The Times Good University Guide eine „führende Alternative zu den Universitäten Oxford und Cambridge“. Die Universität ist seit 2012 Mitglied der Russell-Gruppe.
Am 4. April 2005 wurde der Autor Bill Bryson als Nachfolger von Peter Ustinov zum Chancellor der Universität berufen. Er übte dieses (hauptsächlich zeremonielle) Amt bis Ende 2011 aus. Sein Nachfolger ist der britische Opernbariton Sir Thomas Allen.
Nach dem Rücktritt des britischen Opernbariton Thomas Allens im Juli 2022 dient seit Juni 2023 die amerikanische Sicherheitsexpertin Fiona Hill als Kanzlerin der Universität.

## Geschichte

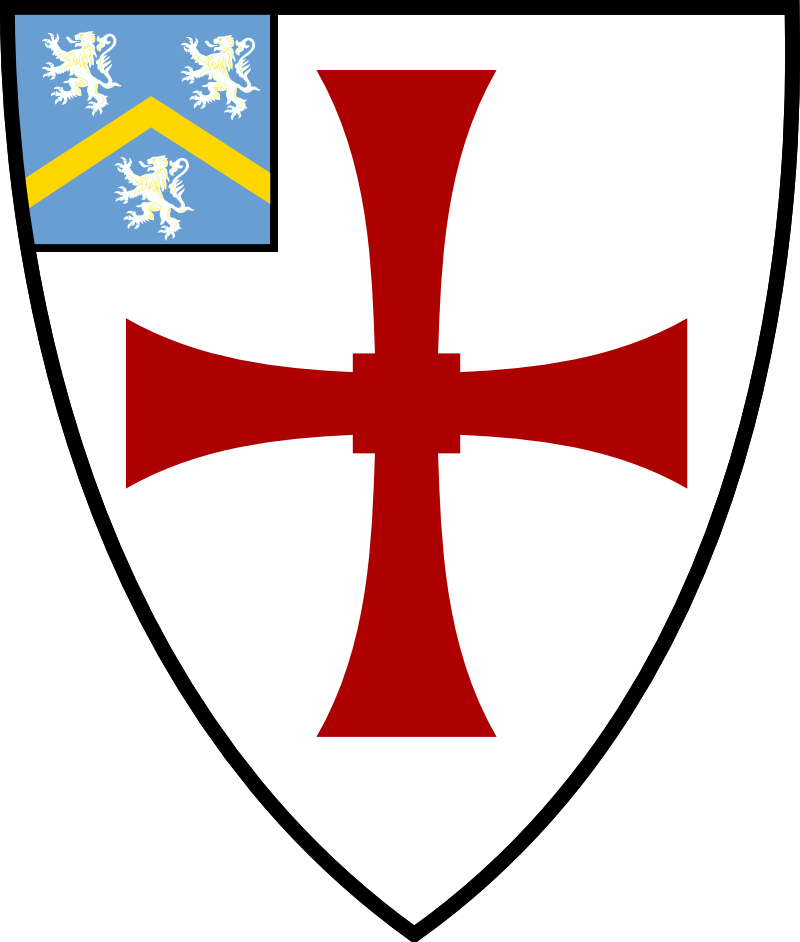
Wappen der Universität

### Gründung
Aus der Tradition der theologischen Lehre in Durham gab es schon frühzeitig Versuche, an diesem Ort eine Universität zu gründen, insbesondere unter dem König Heinrich VIII. und später Oliver Cromwell (1657). Es dauerte bis ins Jahr 1832, als das Parlament ein Gesetz verabschiedete, das es dem Dean und Chapter Durhams erlaubte, eine Universität zu gründen.
Wie in Oxford wurde sie mit einem College, dem University College, gegründet und bezog Durham Castle, das vormals dem Bischof als Residenz diente, im Jahre 1837.

### 19. Jahrhundert
Im Jahre 1846 wurde die nach dem Fürstbischof Thomas Hatfield benannte Bishop Hatfield's Hall (später Hatfield College) eingeweiht, die zum ersten Mal in der britischen Geschichte Studenten erschwingliche Unterkünfte und gemeinschaftliche Vollverpflegung ermöglichte. Es wurde erwartet, dass diejenigen, die das University College besuchten, einen Bediensteten mitbrachten, der sich um das Kochen, die Reinigung und die persönlichen Belange des Studenten kümmerte.
Im Jahre 1852 wurde die 1834 gegründete medizinische Fakultät in Newcastle als College der Universität Durham angeschlossen. Diesem Anschluss folgte später, im Jahre 1871 das College of Physical Sciences (ab 1884 College of Science und ab 1904 Armstrong College). St. Cuthbert's Society wurde 1888 als drittes College gegründet und auf die Bedürfnisse der auswärtigen Studenten (non-resident students) abgestimmt. 1892 wurde das 1839 gegründete College of the Venerable Bede und 1896 das im Jahre 1858 gegründete St. Hild's College der Universität offiziell angeschlossen. Beide Colleges dienten der Ausbildung von Lehrern und waren nach Geschlechtern getrennt (Bede für Männer, Hild's für Frauen). Die Absolventen von St. Hild's College des Jahrgangs 1898 waren die ersten weiblichen Absolventen der Universität. Im Jahre 1975 fusionierten die beiden Colleges zum College of St Hild and St Bede (häufig einfach Hild Bede).
Im Jahre 1842 wurde die Durham Union Society als Debatierforum gegründet, deren erste Veranstaltung in einem Lesesaal der Hatfield Hall stattfand. Gleichzeitig fungierte die Gesellschaft als Vertretung der Studenten (engl. union: Gewerkschaft, Vertretung), bis das Durham Colleges Students' Representative Council diese im Jahre 1899 ersetzte (1963 umbenannt in Durham Students' Union – DSU).
Bis zum University Test Act im Jahre 1871 mussten sich Absolventen grundsätzlich einem Religionstest unterziehen, um einen Abschluss zu erhalten. Jedoch konnten Studenten, die dies (bis 1871) nicht wollten, ihren Abschluss von der University of London erhalten.
Infolge der Umsetzung eines Ergänzungsgesetzes im Jahre 1895, das es auch Frauen erlaubte, Abschlüsse zu erlangen, wurde das Frauenhostel St. Mary’s College im Jahre 1899 gegründet.

### 20. Jahrhundert

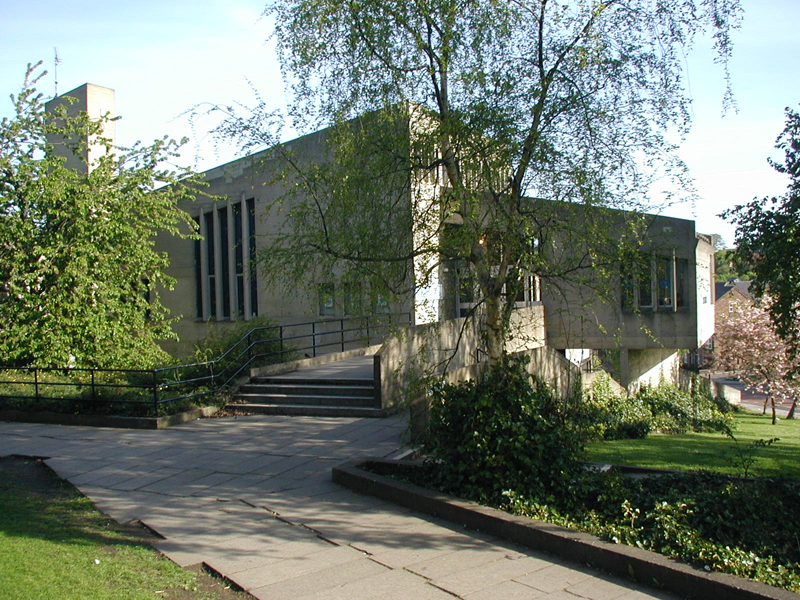
Dunelm House, Sitz der Durham Students' Union (DSU)

Der in Newcastle liegende Teil der Universität, insbesondere das Armstrong College, wuchs zu Beginn des 20. Jahrhunderts trotz der Gründung zweier anglikanischer Colleges, St. Chad's College (1904) und St. John’s College (1909), schneller als der Rest der Universität. Ein im Jahre 1907 eingebrachter Gesetzesvorschlag hätte den Sitz der Universität nur für zehn Jahre am Standort Durham garantiert. Danach wäre es möglich gewesen, komplett nach Newcastle umzuziehen. Unter dem Druck eines lokalen Parlamentsmitgliedes und mit Hillfe von Absolventen der Durham Colleges, wurde die Vorlage so geändert, dass der Sitz der Universität in Durham permanent wurde. Eine weitere Folge dieser Reform war, dass die Universität der Aufsicht der Durham Cathedral entzogen wurde, unter der sie seit der Gründung gestanden hatte. Dreißig Jahre später wurden die beiden Colleges in Newcastle zum King's College fusioniert.
Nach dem Zweiten Weltkrieg expandierte der Durhamer Teil stark. St. Aidan's Society (von 1965 an St. Aidan's College) wurde im Jahre 1947 mit Blick auf die Bedürfnisse nichtansässiger Frauen gegründet. Im gleichen Jahr wurde die Universität zum Elvet Hill hin erweitert, um Platz für die klassischen sowie die angewandten Wissenschaften und das Ingenieurswesen zu schaffen. Dies war auch das Jahr, in dem die damalige Prinzessin Elisabeth, die spätere Königin Elisabeth II., den Grundstein für das neue Gebäude des St. Mary’s College legte. Das Gebäude wurde im Jahre 1952 fertiggestellt und eröffnet. Gleichzeitig wuchsen die Spannungen zwischen den Fakultäten in Newcastle und Durham, die in dem Vorschlag zur Umbenennung in University of Newcastle and Durham mündeten. Der Versuch scheiterte am Votum der Convocation (Versammlung der Mitglieder der Universität) mit 135 zu 129 Stimmen. Elf Jahre später wurde mit dem Universities of Durham and Newcastle upon Tyne Act die Teilung der Universität beschlossen. Das in Newcastle ansässige King’s College wurde zur University of Newcastle upon Tyne.
Bis zu diesem Zeitpunkt war das Elvet Hill Gelände bereits voll etabliert und integriert. Das erste der neuen Colleges, Grey College, benannt nach dem zweiten Earl Grey (britischer Premierminister zur Zeit der Gründung der Universität), wurde im Jahre 1959 gegründet. Es folgten Van Mildert College (1965), Trevelyan College (1966) und Collingwood College (1972).
Im Jahr 1960 gründete man einen Educational Trust zur Unterstützung von Studenten aus benachteiligten Gruppen in Südafrika an dieser Universität, der 1982 zur Erinnerung an eine ehemalige Soziologiedozentin in Ruth First Educational Trust umbenannt wurde. Seit 2007 dehnte sich dessen Förderung auf Antragsteller aus den Staaten des südlichen Afrikas aus.
Weitere Neuerungen waren die Gründung der Graduate Society im Jahre 1965 (2003 umbenannt in Ustinov College), das ausschließlich Postgraduierten offenstand, sowie die Öffnung des katholischen Priesterseminars Ushaw College als Studentenwohnheim im Jahre 1968. Im Jahre 1990 wurde das letzte nur für männliche Studenten zugängliche College für Frauen geöffnet, womit St. Mary’s College das letzte nur für Frauen offene College war. Im Jahre 2005 wurden auch hier die ersten männlichen Studenten aufgenommen.

### Queen’s Campus, Stockton
Im Jahre 1992 schloss die Universität ein Joint Venture mit der University of Teesside und bildete das Joint University College on Teesside of the Universities of Durham and Teesside (JUCOT)  in Stockton-on-Tees, ca. 38 km südlich von Durham.
Anfänglich dazu gedacht, gemeinsame Abschlüsse (Bachelor of Arts und Bachelor of Science) zu vergeben, wurde die Universität Teesside 1994 jedoch vollständig in die Durhamer Universität integriert und wurde 1996 — als einziges College mit Lehrauftrag—in University College, Stockton (UCS) umbenannt.
Mit der fortschreitenden Integration wurde der Campus 1998 abermals umbenannt in University of Durham, Stockton Campus (UDSC). Im Jahre 2001 ersetzten zwei neue Colleges das UCS in Stockton: John Snow College, zu Ehren des Arztes John Snow, und das George Stephenson College, benannt nach dem britischen Ingenieur. Weiterhin wurde eine neue medizinische Fakultät in Zusammenarbeit mit der Universität Newcastle gegründet, die im selben Jahr die ersten Medizinstudenten seit 1963 aufnahm. Im darauffolgenden Jahr 2002 verlieh die Königin anlässlich ihres 50-jährigen Thronjubiläums der Anlage in Stockton den Namen Queen’s Campus.
Im Jahre 2005 studieren rund 18 % der Studenten der Universität am Queen’s Campus und es wird damit gerechnet, dass die Zahl im Hinblick auf die geplanten Erweiterungen weiter ansteigen wird.

### Durham heute
Die Universität genießt heute sowohl national als auch international einen sehr guten Ruf, so kam das britische Higher Education Funding Council zu einem Rating von 5 („Mehr als die Hälfte der Forschungsaktivität ist von internationalem Rang, und der Rest erreicht nationalen Rang“) und gemäß einer Studie über die wissenschaftlichen Zitationen der University of Hong Kong rangiert die Universität auf dem siebenten Platz in der englischsprachigen Welt. Die Durham University Business School ist Triple akkreditiert (EQUIS, AMBA, AACSB) und rangieren laut der Rankings der Financial Times und The Economist unter den besten 100 der Welt.
Teams der Universität gewannen die in Großbritannien beliebte Quiz Show University Challenge im Jahre 1977 und 2000. Das Durham University Centre of Cricketing Excellence ist eines von landesweit nur vier Universitäts-Cricket-Teams, die sogenanntes First-Class Cricket spielen (die anderen sind Oxford, Cambridge und Loughborough). Insgesamt rangiert Durham auf dem fünften Platz der British Universities Sports Association (BUSA) im Jahre 2005, wobei der BUSA Titel im Rudern aus dem Jahre 2004 verteidigt wurde. Weiterhin ist die Universität seit 1975 Gastgeber des alljährlich stattfindenden Durham Drama Festivals.
Bis heute spielt die Kathedrale eine bedeutende Rolle sowohl für die Stadt als auch für das universitäre Leben. Neben Gottesdiensten finden in ihr zahlreiche Konzerte statt, und der Chor der Kathedrale stiftet jährlich sieben Stipendien für Studenten der Universität. Aufgrund der kirchlichen Tradition der Universität genießt der Chorgesang überregionalen Ruf, insbesondere der studentische Durham University Chamber Choir.
2005 gab sich die Universität ein neues Logo und benannte sich in Durham University um, um einen zeitgemäßeren und weniger elitären Eindruck zu erwecken und als Folge dessen, dass die meisten sie ohnehin schon so nannten. Diese Maßnahme stieß auf geteilte Resonanz unter den akademischen Mitarbeitern und Studenten. Jedoch bleiben sowohl der offizielle Name der Institution University of Durham als auch das Wappen erhalten.

### Chancellors der Universität
Bis in das Jahr 1909 unterstand die Universität nominell der Verwaltung des Dean and Chapter der Kathedrale Durham. Als Folge des University of Durham Act im Jahre 1908 obliegt die Führung der Universität Durham, wie auch der meisten britischen Universitäten, einem sogenannten Chancellor (engl. wörtlich Kanzler). Das Amt ist ungefähr vergleichbar mit dem deutschen Rektor und hat tendenziell repräsentative Aufgaben.
- 1909–1912: George William Kitchin, Dean of Durham
- 1913–1918: Henry Percy, 7. Duke of Northumberland
- 1919–1928: John Lambton, 3. Earl of Durham
- 1929–1930: Alan Percy, 8. Duke of Northumberland
- 1931–1949: Charles Vane-Tempest-Stewart, 7. Marquess of Londonderry
- 1950–1957: G. M. Trevelyan
- 1958–1969: Lawrence Lumley, 11. Earl of Scarbrough
- 1971–1980: Malcolm MacDonald
- 1981–1990: Dame Margot Fonteyn
- 1992–2004: Sir Peter Ustinov
- 2005–2012: Bill Bryson
- 2012 bis 2022: Sir Thomas Allen[15]
- Seit 2023: Fiona Hill[12]

## Colleges
Durham unterhält eine Collegestruktur ähnlich der Universitäten in Oxford und Cambridge, das heißt, dass alle Colleges als unter dem Education Reform Act, 1988 aufgeführte Einrichtungen von den Behörden als Lehrbeauftragte anerkannt sind und Kurse erteilen dürfen, die zu einem Abschluss führen. Im Gegensatz zu Oxford und Cambridge wird jedoch an den Colleges in Durham kein formeller Unterricht erteilt, und ihr Aufgabengebiet erstreckt sich im Wesentlichen auf die Stellung von Unterkünften, teilweise Verpflegung in diesen, sowie soziale, sportliche und pastorale Aktivitäten innerhalb der Universität unter umfangreicher Mitwirkung der Studenten.
An einigen Colleges werden formelle Abendessen, die sogenannten formals abgehalten und es ist häufig üblich das traditionelle akademische Gewand, vergleichbar etwa mit einem Talar, zu tragen. Hervorzuheben ist hier insbesondere das formal des University College, das im altertümlich erhaltenen Hauptsaal des Durham Castle abgehalten wird. Die Rivalitäten zwischen den einzelnen Colleges beschränken sich heute in erster Linie auf den Sport, hier insbesondere das Rudern.

### Liste der Colleges
Die meisten der in Durham liegenden Colleges können in zwei Gruppen eingeteilt werden, die sich nach ihrer Lage in der Stadt ordnen lassen. Die Bailey Colleges liegen auf der durch den Fluss Wear gebildete Halbinsel in der Altstadt, während die Hill Colleges auf der anderen Seite des Flusses auf dem Elvet Hill liegen. Queen’s Campus, Stockton liegt ungefähr 38 km südlich in der Stadt Stockton-on-Tees.

#### Queen’s Campus, Stockton
- George Stephenson College (2001) – Benannt nach dem Ingenieur George Stephenson.
- John Snow College (2001) – Benannt nach dem Arzt John Snow.

#### Bailey Colleges

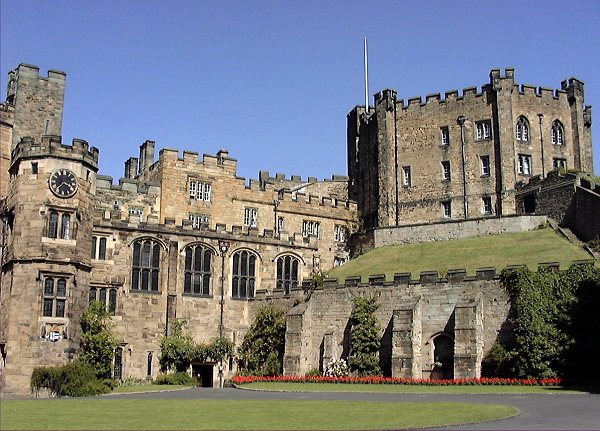
University College

- Hatfield College (1846) – Das zweitälteste College, benannt nach Thomas Hatfield, Fürstbischof von Durham (1345–1381).
- St. Chad's College (1904) – Gegründet als anglikanisches theologisches College im Jahre 1904, wie auch St John’s, besteht es als unabhängiges und eigenfinanziertes College. Es schließt das North East Institute for Theological Education (eine ökumenische Einrichtung der Church of England, Methodist Church of Great Britain und der United Reformed Church)
- St. Cuthbert's Society (1888) – Gegründet für die Studenten, welche Nicht-Mitglieder eines der damals bestehenden Colleges waren (University and Hatfield).
- St. John’s College (1909) – Gegründet als anglikanisches theologisches College im Jahre 1909, St John’s ist bis heute sowohl finanziell als auch in der Verwaltung unabhängig von der Universität. Es beinhaltet das Cranmer Hall Anglican Theological College, benannt nach Thomas Cranmer, und das Methodist Wesley Study Centre, benannt nach John Wesley.
- University College (1832) – Das älteste College, informell auch als „Castle“ bekannt (Sitz des Colleges ist das Durham Castle).

#### Hill Colleges
- Collingwood College (1972) – Benannt nach dem Mathematiker Sir Edward Collingwood.
- Grey College (1959) – Benannt nach Charles Grey, 2. Earl Grey, Premierminister (1830–1834).
- Josephine Butler College (2006) – Durhams jüngstes College, errichtet auf der Howlands Farm neben dem bestehenden Ustinov College Wohnheimen auf dem Elvet Hill.
- St. Aidan's College (1947) – Gegründet als St Aidan's Society für weibliche „home“ Studenten (d. h., sie leben bereits in Durham), heute ein gemischtes College auf dem Windmill Hill mit Blick über Durham.
- St. Mary’s College (1899) – Entstand aus der Women's Society und war ursprünglich ein Bailey College, bis es zu seinem heutigen Standort 1950er Jahren umzog. Es war das letzte College das die Geschlechtertrennung vollständig aufgab (2005).
- Trevelyan College (1966) – Benannt nach George Macaulay Trevelyan, Chancellor der Universität (1950–1957).
- Van Mildert College (1965) – Benannt nach William Van Mildert, Fürstbischof von Durham (1826–1836).
- Ustinov College (1965) – Das Postgraduierten College, ursprünglich als Graduate Society gegründet, wurde es im Jahre 2003 zu Ehren Peter Ustinovs, Chancellor der Universität bis zu seinem Tode, umbenannt (1992–2004).[16]

#### Weiteres College in Durham
- College of St Hild and St Bede (1975) – Geographisch weder ein Bailey noch ein Hill College (bei größerer Nähe zu Erstem); der Name stammt aus der Fusion zweier Colleges, St Hild's College (nur für Frauen, gegründet 1858) und The College of the Venerable Bede (nur für Männer, gegründet 1839).

#### Ushaw
- Ushaw College (1968) – Ursprünglich ein katholisches Priesterseminar, gegründet in Douai im Jahre 1568, das im Jahre 1808 nach Ushaw zog, ca. 6 km westlich von Durham.

## Zahlen zu den Studierenden
Von den 20.268 Studenten 2020/2021 waren über 30 % aus dem Ausland; die Studenten und Angestellten kamen aus über 130 Ländern.
Von den 19.520 Studenten des Studienjahrens 2019/2020 waren 10.560 weiblich (54,1 %) und 8.955 männlich (45,9 %). 12.440 Studierende kamen aus England, 240 aus Schottland, 275 aus Wales, 230 aus Nordirland, 965 aus der EU und 5.295 aus dem Nicht-EU-Ausland. Damit kamen 6.260 (32,1 %) aus dem Ausland. 14.730 der Studierenden (75,5 %) strebten ihren ersten Studienabschluss an, sie waren also undergraduates. 4.790 (24,5 %) arbeiteten auf einen weiteren Abschluss hin, sie waren postgraduates.
2007 waren es 17.320 Studierende gewesen, die von 2.422 Mitarbeitern betreut wurden. 2014/2015 waren 9.490 Frauen und 8.110 Männer und insgesamt 17.595 Studenten eingeschrieben.

### Fakultäten
Die Lehreinrichtungen der Universität werden in drei Fakultäten eingeteilt: Naturwissenschaften (Science), Kunst- und Geisteswissenschaften (Arts and Humanities), und Sozialwissenschaften und Gesundheit (Social Sciences and Health).

## Bekannte Alumni
- Arthur Holmes (1890–1965), englischer Geologe
- Harold Jeffreys (1891–1989), englischer Mathematiker, Statistiker, Geophysiker und Astronom
- George Wilberforce Kakoma (um 1923–2012), ugandischer Musiker. Komponist der Nationalhymne von Uganda
- Roger Moore (1927–2017), britischer Schauspieler
- Anthony Payne (1936–2021), britischer Komponist, Musikwissenschaftler und Musikkritiker
- Paul Hawkins (1937–1969), ehemaliger australischer Rennfahrer
- Drexel Gomez (* 1937), Anglikanischer Erzbischof und Primas der Kirchenprovinz der Westindischen Inseln
- James D. G. Dunn (1939–2020), Professor für Theologie des Neuen Testaments
- Pat Barker (* 1943), englische Schriftstellerin und Historikerin
- Mo Mowlam (1949–2005), britische Politikerin der Labour Party und frühere britische Nordirlandministerin
- John D. Barrow (1952–2020), Professor für angewandte Mathematik und theoretische Physik der University of Cambridge
- Jonathan Edwards (* 1966), britischer Dreispringer und Weltrekordhalter
- Minette Walters (* 1949), englische Schriftstellerin, erfolgreiche Kriminalautorin
- John B (* 1977), englischer Drum-and-Bass-Produzent und -DJ
- Tim Smit (* 1954), britischer Archäologe, Musikproduzent, Gartenbauer und Geschäftsmann, bekannt u. a. durch das Eden Project
- James Wilby (* 1958), britischer Schauspieler
- Richard Lintern (* 1962), britischer Schauspieler
- Dominic Montserrat (1964–2004), britischer Ägyptologe und Papyrologe
- Judith Farnworth (* 1966), Diplomatin, Botschafterin in Kirgisistan und Armenien
- Guillaume von Luxemburg (* 1981), designierter Nachfolger des Großherzogs von Luxemburg
- Alice Oseman (* 1994), englische Autorin und Illustratorin